# Guilherme Raymundo do Prado
Guilherme Raymundo do Prado (Campinas, 31 dicembre 1981) è un ex calciatore brasiliano, di ruolo centrocampista.

## Carriera
Esordisce in Serie A il 31 agosto 2003 in Perugia-Siena (2-2). Nel 2005, in seguito al fallimento del Perugia, viene ingaggiato dalla Fiorentina, dove, a causa di due gravi infortuni, non è mai stato a disposizione della squadra.
Il 15 dicembre 2006, in occasione della gara interna con il Milan, arriva la sua prima convocazione dopo il lungo infortunio.
L'11 gennaio 2007 viene ceduto in prestito allo Spezia. Nella seconda gara con la maglia bianca degli aquilotti contro la Juventus serve con un cross l'assist del momentaneo vantaggio spezzino segnato di testa da Simone Confalone, mentre nella partita di andata dei play-out contro l'Hellas Verona si procura prima un rigore e poi segna il gol vittoria (2-1) a due minuti dalla fine con un tiro dalla distanza.
Nell'estate del 2007 viene rinnovato il prestito allo Spezia fino al termine della stagione con diritto di riscatto. Nel mercato di gennaio della stessa stagione viene ceduto, sempre a titolo temporaneo, al Mantova.
Nell'estate del 2008, terminato il prestito al Mantova, torna alla Fiorentina, e l'11 luglio 2008 la società viola ufficializza la rescissione consensuale del contratto col giocatore.
Il 15 ottobre 2008 viene ingaggiato dalla Pro Patria, squadra della Lega Pro Prima Divisione: diventa subito un giocatore importante per la squadra, da lui trascinata con 7 gol in 14 partite fino alla finale play-off, poi persa col Padova.
Il 22 giugno 2009 passa al Cesena neopromosso in Serie B.
Il 23 agosto 2010 viene ufficializzato il suo passaggio in prestito fino a gennaio agli inglesi del Southampton. Il 20 gennaio 2011 passa definitivamente al Southampton, firmando un contratto dalla durata di due anni e mezzo.
Il 7 gennaio 2015 firma con i Chicago Fire, club della MLS.

## Statistiche

### Presenze e reti nei club
Statistiche aggiornate al 30 aprile 2017.
| Stagione           | Squadra            | Campionato         | Campionato | Campionato | Coppe nazionali | Coppe nazionali | Coppe nazionali | Coppe continentali | Coppe continentali | Coppe continentali | Altre coppe | Altre coppe | Altre coppe | Totale | Totale |
| Stagione           | Squadra            | Comp               | Pres       | Reti       | Comp            | Pres            | Reti            | Comp               | Pres               | Reti               | Comp        | Pres        | Reti        | Pres   | Reti   |
| ------------------ | ------------------ | ------------------ | ---------- | ---------- | --------------- | --------------- | --------------- | ------------------ | ------------------ | ------------------ | ----------- | ----------- | ----------- | ------ | ------ |
| 2002               | Portuguesa         | A                  | 22         | 7          | -               | -               | -               | -                  | -                  | -                  | -           | -           | -           | 22     | 7      |
| 2002-2003          | Catania            | B                  | 6          | 0          | CI              | -               | -               | -                  | -                  | -                  | -           | -           | -           | 6      | 0      |
| 2003-2004          | Perugia            | A                  | 17+1       | 0+1        | CI              | 4               | 3               | CU                 | 5                  | 0                  | -           | -           | -           | 27     | 4      |
| 2004-2005          | Perugia            | B                  | 17         | 4          | CI              | -               | -               | -                  | -                  | -                  | -           | -           | -           | 17     | 4      |
| Totale Perugia     | Totale Perugia     | Totale Perugia     | 35         | 5          |                 | 4               | 3               |                    | 5                  | 0                  |             | -           | -           | 44     | 8      |
| 2005-2006          | Fiorentina         | A                  | 0          | 0          | CI              | 0               | 0               | -                  | -                  | -                  | -           | -           | -           | 0      | 0      |
| 2006-gen. 2007     | Fiorentina         | A                  | 0          | 0          | CI              | 0               | 0               | -                  | -                  | -                  | -           | -           | -           | 0      | 0      |
| gen.-giu. 2007     | Spezia             | B                  | 11+2       | 1+1        | -               | -               | -               | -                  | -                  | -                  | -           | -           | -           | 13     | 2      |
| 2007-gen. 2008     | Spezia             | B                  | 20         | 3          | CI              | 1               | 0               | -                  | -                  | -                  | -           | -           | -           | 21     | 3      |
| Totale Spezia      | Totale Spezia      | Totale Spezia      | 33         | 5          |                 | 1               | 0               |                    | -                  | -                  |             | -           | -           | 34     | 5      |
| gen.-giu. 2008     | Mantova            | B                  | 14         | 2          | -               | -               | -               | -                  | -                  | -                  | -           | -           | -           | 14     | 2      |
| 2008-2009          | Pro Patria         | 1D                 | 14+4       | 7+4        | CI-LP           | -               | -               | -                  | -                  | -                  | -           | -           | -           | 18     | 11     |
| 2009-2010          | Cesena             | B                  | 34         | 9          | CI              | 1               | 0               | -                  | -                  | -                  | -           | -           | -           | 35     | 9      |
| 2010-2011          | Southampton        | FL1                | 34         | 9          | FACup+CdL       | 4+0             | 2+0             | -                  | -                  | -                  | FLT         | 1           | 0           | 39     | 11     |
| 2011-2012          | Southampton        | FLC                | 42         | 10         | FACup+CdL       | 1+3             | 0+1             | -                  | -                  | -                  | -           | -           | -           | 46     | 11     |
| 2012-2013          | Southampton        | PL                 | 18         | 0          | FACup+CdL       | 1+2             | 0               | -                  | -                  | -                  | -           | -           | -           | 21     | 0      |
| 2013-2014          | Southampton        | PL                 | 9          | 0          | FACup+CdL       | 2+1             | 1+0             | -                  | -                  | -                  | -           | -           | -           | 12     | 1      |
| Totale Southampton | Totale Southampton | Totale Southampton | 103        | 19         |                 | 14              | 4               |                    | -                  | -                  |             | 1           | 0           | 118    | 23     |
| 2015               | Chicago Fire       | MLS                | 15         | 0          | USOC            | 1               | 0               | -                  | -                  | -                  | -           | -           | -           | 16     | 0      |
| 2016               | Ituano             | A1/SP+D            | 10+9       | 0          | -               | -               | -               | -                  | -                  | -                  | CSP         | 3           | 0           | 22     | 0      |
| set.-dic. 2016     | Botafogo-SP        | C                  | 2          | 0          | -               | -               | -               | -                  | -                  | -                  | -           | -           | -           | 2      | 0      |
| 2017               | Ituano             | A1/SP+D            | 10+3       | 1+0        | -               | -               | -               | -                  | -                  | -                  | -           | -           |             | 13     | 1      |
| lug.-dic. 2017     | Luverdense         | B                  | 14         | 1          | -               | -               | -               | -                  | -                  | -                  | -           | -           | -           | 14     | 1      |
| Totale carriera    | Totale carriera    | Totale carriera    | 311        | 59         |                 | 21              | 7               |                    | 5                  | 0                  |             | 4           | 0           | 341    | 66     |

## Palmarès

### Club

#### Competizioni internazionali
- Coppa Intertoto UEFA: 1

Perugia: 2003